# Girolamo Doni
Girolamo Doni (Padova, 7 giugno 1898 – Padova, 30 settembre 1958) è stato un calciatore italiano, di ruolo attaccante.

## Carriera
Gioca nel Padova per quattro stagioni in Prima Categoria (una stagione) e in Prima Divisione (tre stagioni), disputando in totale otto partite segnando una rete. Debutta il 22 maggio 1921 nella partita Mantova-Padova (3-2). Gioca la sua ultima partita con i biancoscudati il 24 febbraio 1924 in Inter-Padova (2-1). Nel 1928 viene messo in lista di trasferimento dal Bassano.

## Palmarès

### Club

#### Competizioni regionali
- Campionato italiano di terza divisione: 1

Bassano: 1927-1928